# 鬼海弘雄

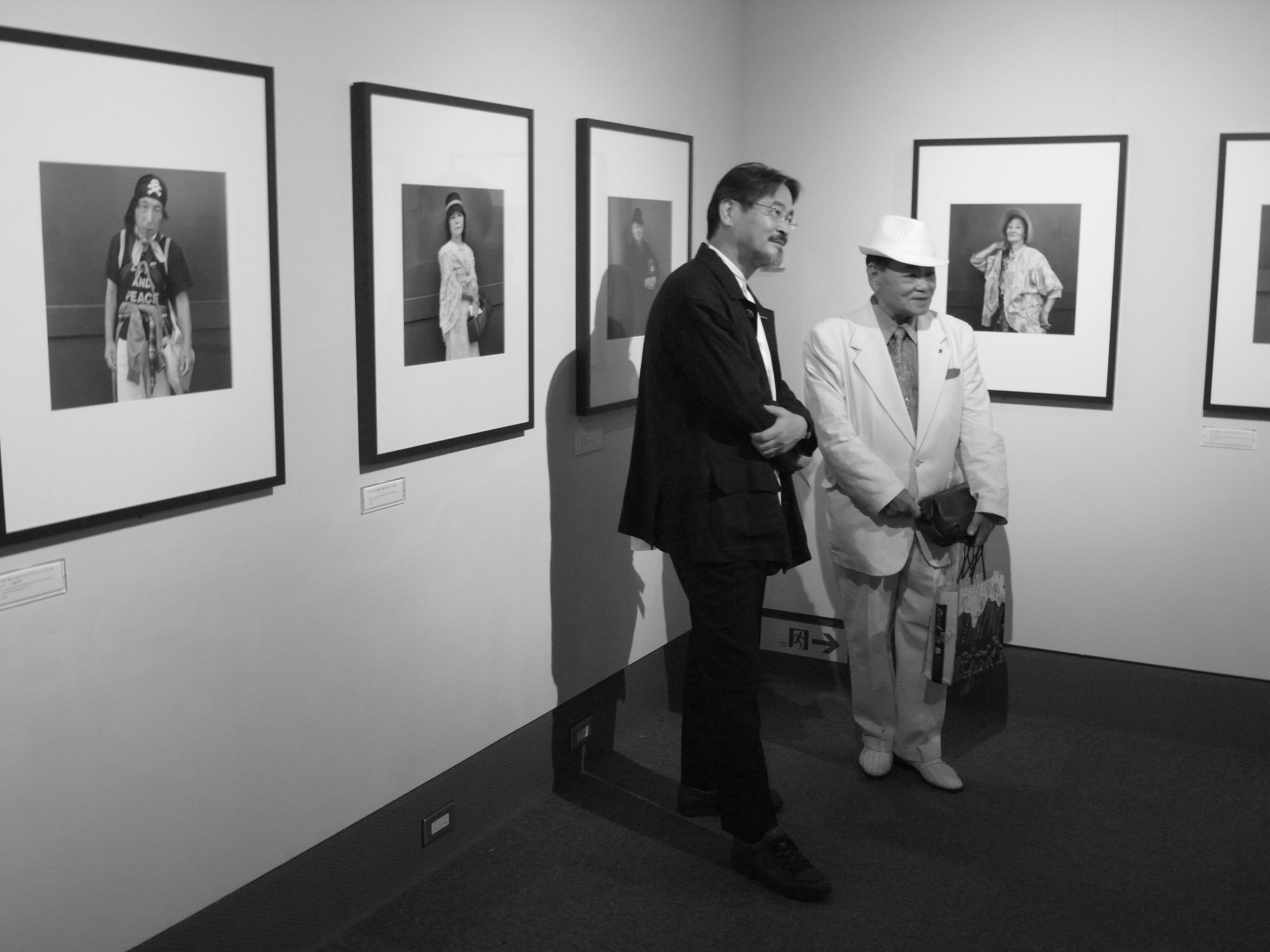
鬼海弘雄 (左)

鬼海 弘雄（きかい ひろお、1945年3月18日 - 2020年10月19日）は、日本の写真家。

## 略歴
山形県寒河江市（旧醍醐村）生まれ。高校卒業後、山形県職員を経て、法政大学文学部哲学科に入学、哲学者・福田定良の教えを受ける。大学卒業後、トラック運転手、造船所工員、遠洋マグロ漁船乗組員など様々な職業を経ながら写真を始める。
1973年より浅草寺で人物写真を撮り始め、それは45年にわたって続いた。
APA賞特選、日本写真協会新人賞、伊奈信男賞、「写真の会」賞を受賞。
写真集としては『INDIA』（1992年、みすず書房）、『東京迷路』（1999年、小学館）などを上梓。
また、2004年には写真集『PERSONA』(ペルソナ)で第23回土門拳賞を受賞したが、これは浅草寺で撮り続けた市井の人々の膨大な写真の一部を収録したものである。
2020年、第36回東川賞飛騨野数右衛門賞を受賞。
2020年10月19日、午前3時33分、リンパ腫のため渋谷区の病院で死去、75歳没。

## 写真集
- 『王たちの肖像：浅草寺境内』矢立出版　1987年
- 『India』みすず書房　1992年
- 『や・ちまた：王たちの回廊』みすず書房　1996年
- 『東京迷路』小学館　1999年
- 『しあわせ：インド大地の子どもたち』福音館　2001年
- 『Persona』草思社　2003年
- 『ぺるそな』草思社　2005年
- 『In-between 8 鬼海弘雄 ポルトガル、マルタ』写真・エッセイ 楠本亜紀,菊田樹子企画・編集　EU・ジャパンフェスト日本委員会　2005年
- 『東京夢譚』草思社　2007年
- 『Asakusa Portraits』ICP
- 『アナトリア』クレヴィス　2010年
- 『東京ポートレイト』クレヴィス　2011年
- 『世間のひと』筑摩書房　2014年
- 『Tokyo View』かぜたび舎　2016年
- 『India 1979–2016』クレヴィス　2017年
- 『PERSONA 最終章』筑摩書房　2019年
- 『persona in    india:SHANTI』出版　2019年（筑摩書房）

## 写文集
- 『印度や月山』　白水社　1999年　ISBN 4-560-04928-9　(エッセイ・写真)
- 『眼と風の記憶　写真をめぐるエセー』岩波書店　2012年
- 『誰をも少し好きになる日――目めくり忘備録』文藝春秋　2015年
- 『靴底の減りかた』筑摩書房　2016年

## その他
- 『集合住宅物語』　みすず書房　2004年　ISBN 4-622-07086-3　(撮影：鬼海　文：植田実)
- 『メッセージ』　樹立社　2006年　ISBN 4-901769-41-3　(撮影：鬼海　文：都はるみ)
- 『ことばを写す 鬼海弘雄対話集』平凡社　2019年

## 写真展
- 「ペルソナ(1)」ポーランド,Krakow“Manggha”　1999年
- 「ペルソナ(Ⅱ)」ポーランド,Krakow“Manggha”　2002年
- 「ペルソナ」山形・酒田　“土門拳記念館”　2004年
- 「東京ポートレイト」東京“東京都写真美術館”　2011年
- 「ペルソナ（+インド・アナトリア）」山形“山形美術館”　2012年
- 「ペルソナ（+インド・アナトリア）」兵庫・伊丹“伊丹市立美術館”　2012年
- 「ペルソナ」宮崎“宮崎県立美術館”　2013年
- 「浅草ポートレイト」スペイン・マドリッド“スペイン文化庁ギャラリー”　2014.09.18〜11.19
- 「INDIA 1987〜2011」愛媛“松山県立美術館”　2014.09.24〜10.11
- 「Tokyo:voyage a Asakusa」Societe d’encouragement Pour　パリ2015年
- 「India 1979-2016」富士フイルムフォトサロン 東京2017年
- 「PERSONA」blue hole（秋田）2018年
- 「PERSONA 鬼海弘雄写真展」寒河江市美術館 山形　2019年
- 「鬼海弘雄PERSONA最終章」入江泰吉記念奈良市写真美術館 奈良県 2019年
- 「や・ちまた　鬼海弘雄」南塚フラッグシップギャラリー 東京 2020年